# Haution
Haution est une commune française située dans le département de l'Aisne, en région Hauts-de-France.

## Géographie
|                  | Saint-Algis | Autreppes |
| Marly-Gomont     | Haution     | Laigny    |
| La Vallée-au-Blé | Voulpaix    |           |

Haution et Sorbais ne sont pas limitrophes bien que leurs limites ne sont séparées que d'une centaine de mètres.

### Hydrographie
La commune est située dans le bassin Seine-Normandie. Elle est drainée par le cours d'eau 01 du Moulin d'Ambercy, le cours d'eau 06 de la commune de Haution et un autre petit cours d'eau,.

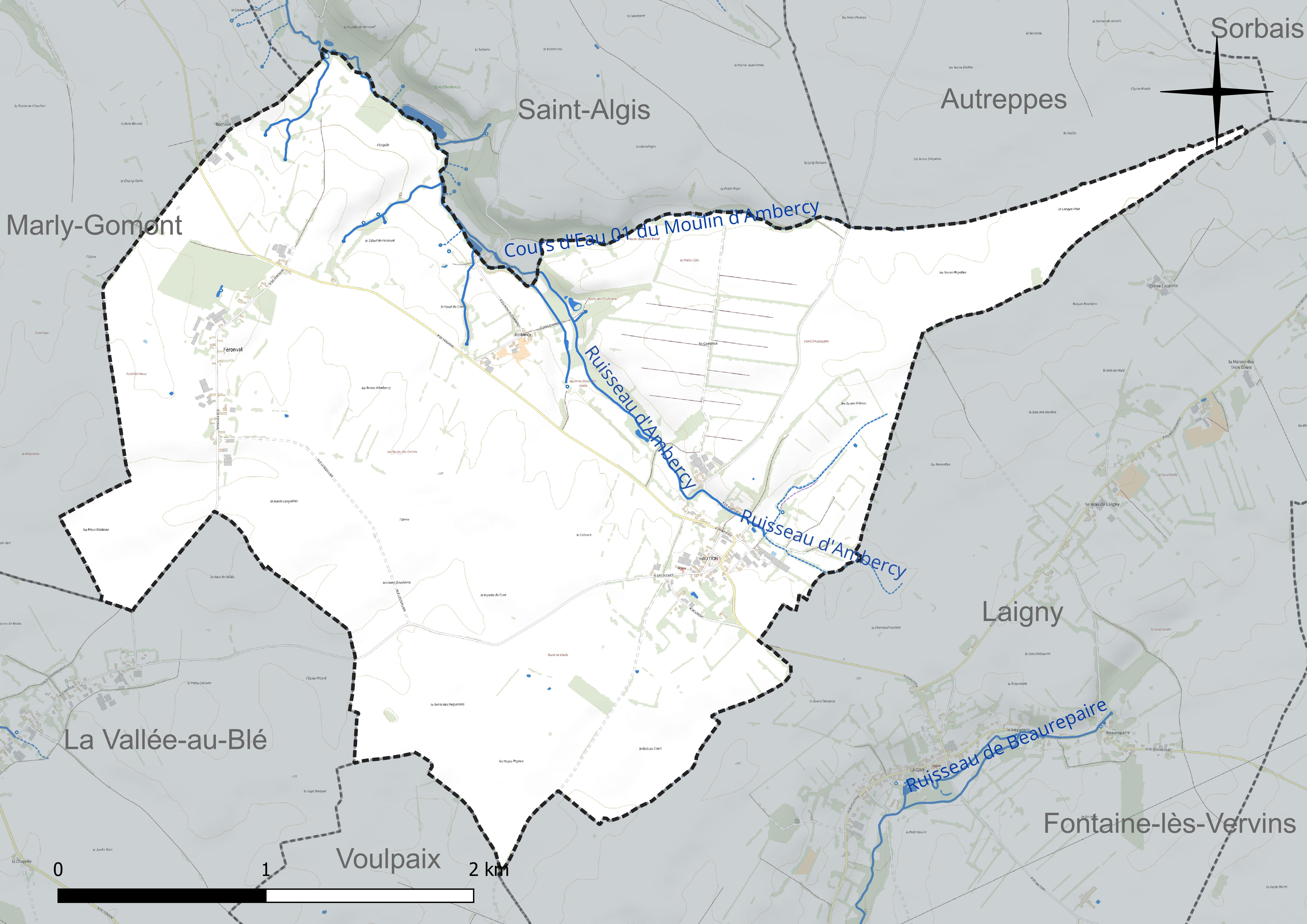
Réseau hydrographique de Haution.

### Climat
Pour des articles plus généraux, voir Climat des Hauts-de-France et Climat de l'Aisne.
En 2010, le climat de la commune est de type climat des marges montargnardes, selon une étude du CNRS s'appuyant sur une série de données couvrant la période 1971-2000. En 2020, Météo-France publie une typologie des climats de la France métropolitaine dans laquelle la commune est exposée à un climat océanique altéré et est dans la région climatique Nord-est du bassin Parisien, caractérisée par un ensoleillement médiocre, une pluviométrie moyenne régulièrement répartie au cours de l'année et un hiver froid (3 °C).
Pour la période 1971-2000, la température annuelle moyenne est de 9,7 °C, avec une amplitude thermique annuelle de 15,1 °C. Le cumul annuel moyen de précipitations est de 871 mm, avec 12,6 jours de précipitations en janvier et 9,8 jours en juillet. Pour la période 1991-2020, la température moyenne annuelle observée sur la station météorologique la plus proche, située sur la commune de Fontaine-lès-Vervins à 5 km à vol d'oiseau, est de 10,5 °C et le cumul annuel moyen de précipitations est de 826,3 mm,. Pour l'avenir, les paramètres climatiques de la commune estimés pour 2050 selon différents scénarios d'émission de gaz à effet de serre sont consultables sur un site dédié publié par Météo-France en novembre 2022.

## Urbanisme

### Typologie
Au 1er janvier 2024, Haution est catégorisée commune rurale à habitat dispersé, selon la nouvelle grille communale de densité à 7 niveaux définie par l'Insee en 2022.
Elle est située hors unité urbaine et hors attraction des villes,.

### Occupation des sols
L'occupation des sols de la commune, telle qu'elle ressort de la base de données européenne d'occupation biophysique des sols Corine Land Cover (CLC), est marquée par l'importance des territoires agricoles (94 % en 2018), une proportion identique à celle de 1990 (94 %). La répartition détaillée en 2018 est la suivante : 
terres arables (53,7 %), prairies (37,6 %), zones urbanisées (6 %), zones agricoles hétérogènes (2,6 %).
L'évolution de l'occupation des sols de la commune et de ses infrastructures peut être observée sur les différentes représentations cartographiques du territoire : la carte de Cassini (XVIIIe siècle), la carte d'état-major (1820-1866) et les cartes ou photos aériennes de l'IGN pour la période actuelle (1950 à aujourd'hui).

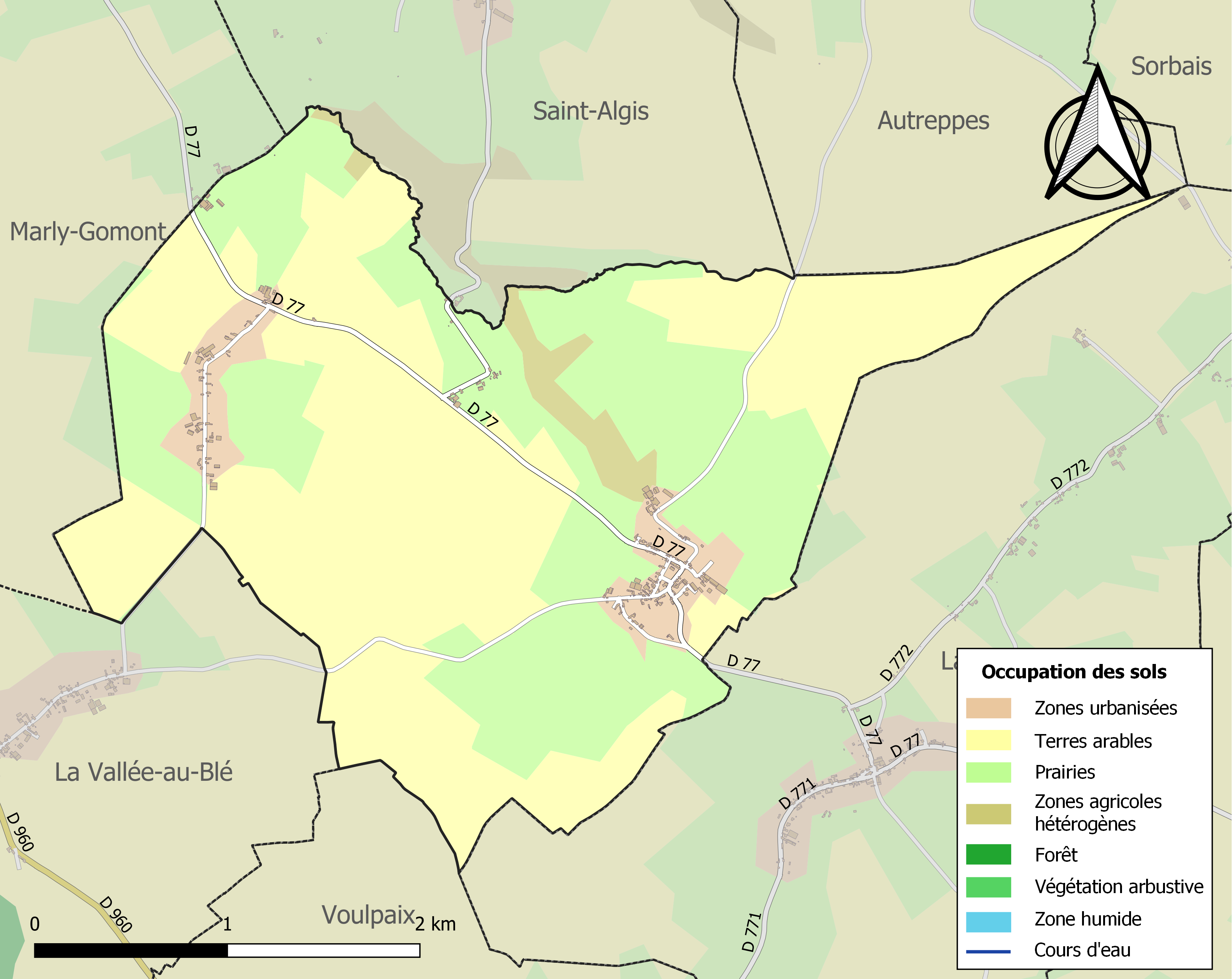
Carte de l'occupation des sols de la commune en 2018 (CLC).

## Toponymie
Le village apparaît pour la première fois en 1260 sous l'appellation de Hautyon dans un cartulaire de l'abbaye de Foigny. L'orthographe variera ensuite de nombreuses fois en fonction des différents transcripteurs: Hauttion, Haution-en-Thiérache, Authion, Haultion-Féronval, Haultion sur la Carte de Cassini au XVIIIe siècle puis l'orthographe actuelle au XIXè siècle.

## Histoire
|  |  |  |

Les églises fortifiées de Thiérache 

Lors de la Guerre franco-espagnole de 1635 à 1659, les villages de la région furent constamment ravagés aussi bien par les troupes françaises qu'étrangères. C'est à cette époque que les villages de Thiérache, comme Haution, transforment leur clocher en forteresse pour permettre aux habitants de s'y réfugier an cas d'attaque.
Histoire

La cloche d'Haution a été bénie en 1720 par Me Jacque Nicart, curé, dont la tombe se trouve dans l'église,.

La carte de Cassini ci-contre montre qu'au XVIIIe siècle, Haution, qui s'écrit Haultion est une paroisse située à la source du ruisseau d'Ambercy, ruisseau d'une dizaine de kilomètres qui se jette dans l'Oise près de Marly-Gomont. Trois hameaux, qui existent encore de nos jours, sont représentés sur la carte: Ambercy et son moulin représenté par une roue dentée ( Moulin d'Ambercy aujourd'hui), Féronval et Bechaué (Impasse de Béchaué).

A noter que le hameau de Féronval a eu une certaine importance puiqu'en 1745, le village se nommait Haution-Féronval. Sur le plan cadastral de 1814, Féronval compte une vingtaine de maisons et Ambercy (écrit Hembrecy) est une ferme.

M. Vatin, instituteur, a écrit en 1884 une monographie sur le village consultable sur le site des archives départementales.

Première Guerre mondiale

Le 28 août 1914, soit moins d'un mois après la déclaration de la guerre, le village est occupé par les troupes allemandes après la défaite de l'armée française lors de la bataille de Guise. Pendant toute la guerre, le village restera loin du front qui se stabilisera à environ 150 km à l'ouest aux alentours de Péronne. Les habitants vivront sous le joug des Allemands : réquisitions de logements, de matériel, de nourriture, travaux forcés. Ce n'est que début novembre 1918 que les Allemands seront chassés du village par les troupes françaises.

Sur le monument aux morts, on peut lire « Aux enfants de Haution, Féronval et Ambercy morts pour la France ». Sur le monument aux morts sont écrits les noms des 14 soldats du village morts pour la France au cours de la Guerre 14-18.

## Politique et administration

### Découpage territorial
La commune de Haution est membre de la communauté de communes de la Thiérache du Centre, un établissement public de coopération intercommunale (EPCI) à fiscalité propre créé le 31 décembre 1992 dont le siège est à La Capelle. Ce dernier est par ailleurs membre d'autres groupements intercommunaux.
Sur le plan administratif, elle est rattachée à l'arrondissement de Vervins, au département de l'Aisne et à la région Hauts-de-France. Sur le plan électoral, elle dépend du  canton de Vervins pour l'élection des conseillers départementaux, depuis le redécoupage cantonal de 2014 entré en vigueur en 2015, et de la troisième circonscription de l'Aisne  pour les élections législatives, depuis le dernier découpage électoral de 2010.

## Lieux et monuments

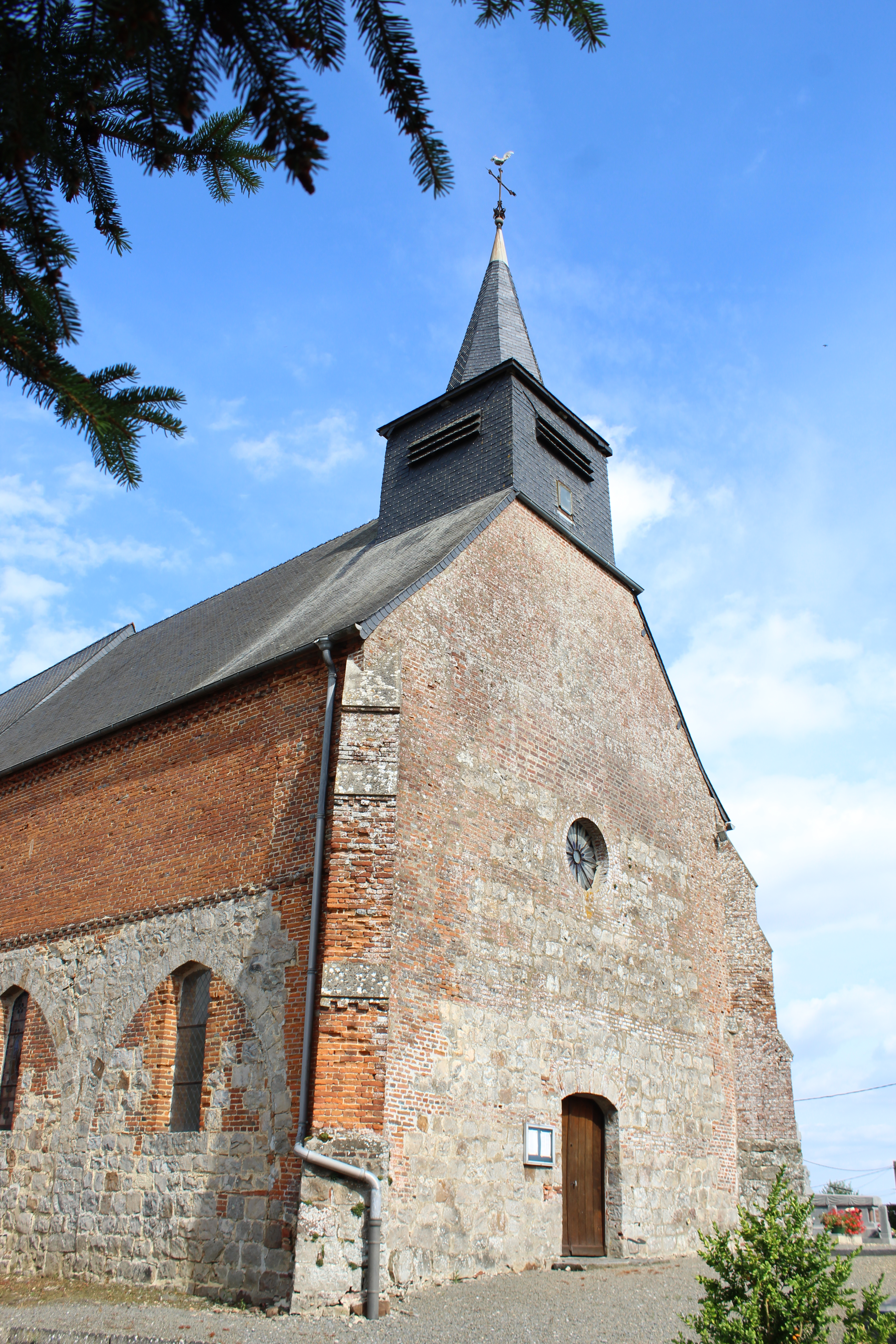
Église fortifiée d'Haution..

### Administration municipale

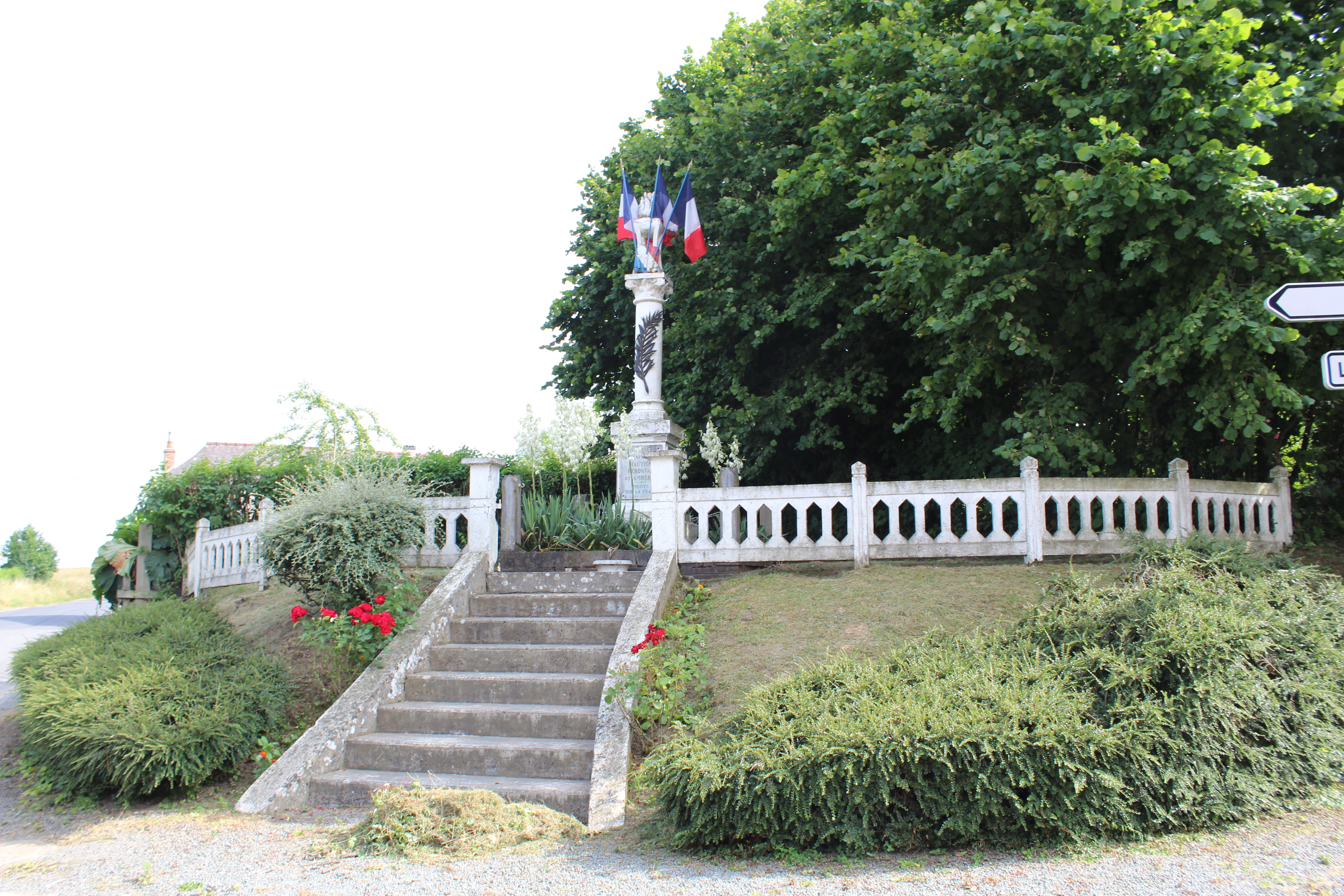
Le monument aux morts.

| Période                                  | Période                    | Identité         | Étiquette | Qualité                                                   |
| ---------------------------------------- | -------------------------- | ---------------- | --------- | --------------------------------------------------------- |
| Les données manquantes sont à compléter. |                            |                  |           |                                                           |
| mars 2001                                | mars 2008                  | Gaël Cras        |           |                                                           |
| mars 2008                                | En cours (au 11 juin 2020) | Bernard Faucheux | DVD       | Retraité de l'agriculture Réélu pour le mandat 2020-2026, |

## Démographie
L'évolution du nombre d'habitants est connue à travers les recensements de la population effectués dans la commune depuis 1793. Pour les communes de moins de 10 000 habitants, une enquête de recensement portant sur toute la population est réalisée tous les cinq ans, les populations de référence des années intermédiaires étant quant à elles estimées par interpolation ou extrapolation. Pour la commune, le premier recensement exhaustif entrant dans le cadre du nouveau dispositif a été réalisé en 2004.

En 2022, la commune comptait 130 habitants, en évolution de −12,16 % par rapport à 2016 (Aisne : −1,97 %, France hors Mayotte : +2,11 %).
| 1793 | 1800 | 1806 | 1821 | 1831 | 1836 | 1841 | 1846 | 1851 |
| ---- | ---- | ---- | ---- | ---- | ---- | ---- | ---- | ---- |
| 825  | 667  | 704  | 787  | 461  | 492  | 490  | 498  | 473  |

| 1856 | 1861 | 1866 | 1872 | 1876 | 1881 | 1886 | 1891 | 1896 |
| ---- | ---- | ---- | ---- | ---- | ---- | ---- | ---- | ---- |
| 436  | 394  | 394  | 372  | 338  | 300  | 283  | 239  | 246  |

| 1901 | 1906 | 1911 | 1921 | 1926 | 1931 | 1936 | 1946 | 1954 |
| ---- | ---- | ---- | ---- | ---- | ---- | ---- | ---- | ---- |
| 246  | 250  | 260  | 249  | 289  | 279  | 263  | 240  | 242  |

| 1962 | 1968 | 1975 | 1982 | 1990 | 1999 | 2004 | 2006 | 2009 |
| ---- | ---- | ---- | ---- | ---- | ---- | ---- | ---- | ---- |
| 226  | 202  | 157  | 145  | 184  | 153  | 150  | 145  | 146  |

| 2014 | 2019 | 2022 | - | - | - | - | - | - |
| ---- | ---- | ---- | - | - | - | - | - | - |
| 152  | 135  | 130  | - | - | - | - | - | - |